# Rio do Ouro (Santa Catarina)
O rio do Ouro é um curso de água do estado de Santa Catarina. 